# Pstroszyce
Pstroszyce este o arie protejată (sit de importanță comunitară — SCI) din Polonia întinsă pe o suprafață de 19,44 ha, integral pe uscat.

## Localizare
Centrul sitului Pstroszyce este situat la coordonatele 50°24′23″N 20°00′58″E / 50.4063°N 20.016°E.

## Înființare
Situl Pstroszyce a fost declarat sit de importanță comunitară în octombrie 2009 pentru a proteja un număr necunoscut de specii din flora spontană și fauna sălbatică aflate în arealul zonei.

## Biodiversitate
Situată în ecoregiunea continentală, aria protejată conține 1 habitat natural: Pajiști uscate seminaturale și facies de acoperire cu tufișuri pe substraturi calcaroase (Festuco-Brometalia) (* situri importante pentru orhidee).
La baza desemnării sitului se află un număr nedeclarat de specii protejate.